# Campeonato Carioca Masculino de Basquete de 2011
O Campeonato Carioca Masculino de Basquete de 2011 foi um torneio de basquete organizado pela Federação de Basquetebol do Estado do Rio de Janeiro. Apesar do nome "carioca", e de coexistir com o Campeonato Estadual,foi  criado para possibilitar maior atividade no primeiro semestre de 2011 a equipes que não participam do NBB.
Esta foi a segunda edição do Torneio Carioca.

## Clubes participantes
- Botafogo
- Campos
- Fluminense
- Macaé Sports
- Riachuelo
- Tijuca
- UFRJ

## Classificação final[2]
- 1º lugar: Tijuca
- 2º lugar: Macaé Sports
- 3º lugar: Fluminense
- 4º lugar: Campos
- 5º lugar: Riachuelo
- 6º lugar: Botafogo
- 7º lugar: UFRJ

O cestinha do torneio foi Marcellus Sarmento Camara da Silva, com 333 pontos, enquanto o cestinha de 3 pontos foi Ricardo Augusto Lento Coelho dos Santos, com 40 cestas, ambos do Tijuca.